# كفر سلوان
كفرسلوان هي إحدى القرى اللبنانية من قضاء بعبدا في محافظة جبل لبنان وتبعد كفر سلوان 49 كلم  عن بيروت. ترتفع 1380 م عن سطح البحر وتمتد على مساحة 1800 هكتاراًيجنمع بها الطائفتان الدرزية و المسيحية فيها كنيسة واحدو و عدة مجالس  (18 كلم²- 6.948 مي²).